# Rio Salamá
Rio Salamá é um rio centro-americano da Guatemala.